# Курт Танк
Курт Вальдемар Танк (нім. Kurt Waldemar Tank; * 24 лютого 1898, Бро́мберг-Шведенхоє, Німецька імперія — † 5 червня 1983, Мюнхен, ФРН) — німецький авіаційний конструктор, льотчик-випробувач, очолював конструкторський відділ компанії «Фокке-Вульф» (нім. Focke-Wulf-Flugzeugbau AG) з 1931 до 1945. Був розробником таких літаків періоду Другої світової війни, як винищувач Fw 190, винищувач-перехоплювач Ta 152, тактичний розвідувальний літак Fw 189 та багатофункціональний Fw 200 «Condor». Після війни Танк протягом двох десятиліть проєктував літаки за кордоном: спочатку працював у Аргентині, а пізніше — в Індії. У 1968 повернувся до Німеччини.

## Біографія
Народився 24 лютого 1898 в родині професійного військового-гренадера. Учасник Першої світової війни, у 1915 добровільно пішов на фронт. Воював на Східному фронті у 71-му Ерфуртському піхотному полку. Закінчив війну лейтенантом, командиром роти, з пораненням та нагородами за хоробрість. Після війни сім'я вимушена була переїхати в Потсдам, під Берліном, у зв'язку з відчуженням Польщею земель, на яких вони мешкали. Від 1918 по 1919 — у Фрайкорі в Веймарі. Від 1920 по 1922 навчався в Берлінському технічному університеті на кафедрі електротехніки.
З 1923 працював на авіаційному заводі «Rohrbach Metallflugzeugbau» у Берліні, де брав участь у створенні гідропланів (літаків зі зльотом-посадкою на воду) та пасажирських літаків, зокрема, Ro.VIII «Roland». У 1924 одружився з Шарлоттою Тойфель (нім. Charlotte Teufel). 1925 Танк влаштувався на роботу льотчиком-випробувачем у фірму «Альбатрос». 1 січня 1930 прийняв керівництво конструкторським бюро Баварських авіазаводів в Аугсбурзі до їх приєднання до компанії «Фокке-Вульф». У 1931 Курт Танк — керівник конструкторського бюро та льотних випробувань на підприємстві «Фокке-Вульф» у Бремені.
З 1932 — член НСДАП. На початку 1943 Курту Танку було присвоєно звання професора Технічного університету Брауншвейга.

## У компанії «Фокке-Вульф»

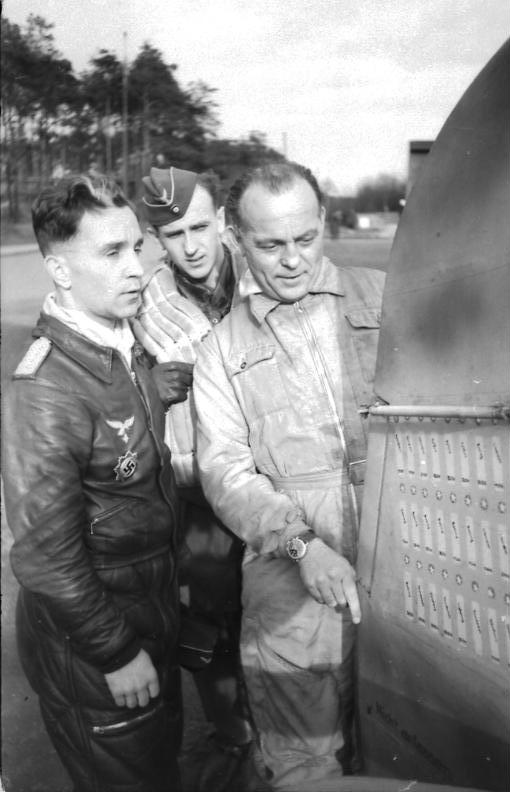
Гюнтер Шпехт (Günther Specht) та Курт Танк (праворуч)

Із 1 Листопада 1931 Курт Танк — керівник конструкторського бюро та льотних випробувань на підприємстві «Фокке-Вульф» у Бремені, а з 1933 — технічний директор. Тут під його керівництвом у довоєнні часи створили низку широко відомих літаків: Fw 44, Fw 56, Fw 58 та Fw 62. У 1936 отримує звання «Капітан корабля» (нім. Flug-Kapitän). До 1938 Танк особисто [Архівовано 5 січня 2012 у Wayback Machine.] здійснював перший політ на кожному створеному під його керівництвом літаку.
Проте найвідоміші літаки Танк розробив напередодні Другої світової. У 1936 для Люфтганзи розроблено чотиримоторний Focke-Wulf Fw 200 «Condor». Загальне керівництво проєктом здійснював Танк, а безпосереднє — інженер Вільгельм Бансемір (нім. Wilhelm Bansemir). Цей літак проєктувався як пасажирський авіалайнер для ліній середньої та великої протяжності, в тому числі трансатлантичних і трансконтинентальних перевезень, а під час Другої світової війни виконував завдання з далекої морської розвідки, морського бомбардування, транспортних перевезень та розвідки погоди. У 1937 розроблено тактичний розвідник Fw 189, а в 1939 — багатоцільовий Fw 190 — один з найкращих винищувачів свого часу, який широко застосовувався в ході війни як штурмовик.
1939 Танка призначено членом ради авіаційних досліджень. З 1943 всі типи нових літаків, створених під його керівництвом, згідно зі спеціальним наказом, підписаним Герінгом, позначалися двома першими літерами його прізвища — «Ta».
За значний внесок у зміцнення оборони Рейху, отримав звання «Лідера військової економіки» (нім. Wehrwirtschaftsführers).
Наприкінці 1942 Курт Танк та інженер Ганс Мультгоп (нім. Hans Multhopp) очолили групу розробки нового передового проєкту турбореактивного винищувача Focke-Wulf. У 1945 підготовлений проєкт отримав позначення Ta 183. Винищувач став зразком для всієї повоєнної реактивної авіації подібного класу. Танк — автор дископодібного вертольота, який, проте, не був випробуваний.
8 квітня 1945 року Танк був захоплений британською секретною службою в Bad Eilsen.

## Повоєнний період
Після війни Курт Танк залишився без роботи. У 1945 заснував власну фірму «Ingenieurbüro Tank». У вересні 1946 відбулася зустріч із Куртом Танком начальника ОКБ-1 (СРСР) Олехновича, який цікавився можливістю залучення його до проєктів бюро. Проте, після цього Танк із радянськими конструкторами на зв'язок більше не вийшов. Пізніше Танка намагалися залучити й англійці, але теж без результату.

### В Аргентині

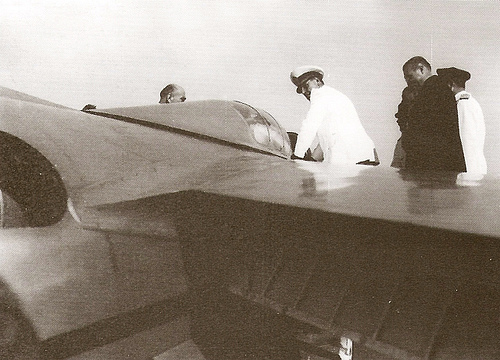
Курт Танк і Хуан Перон оглядають I.Ae. 33 Pulqui II

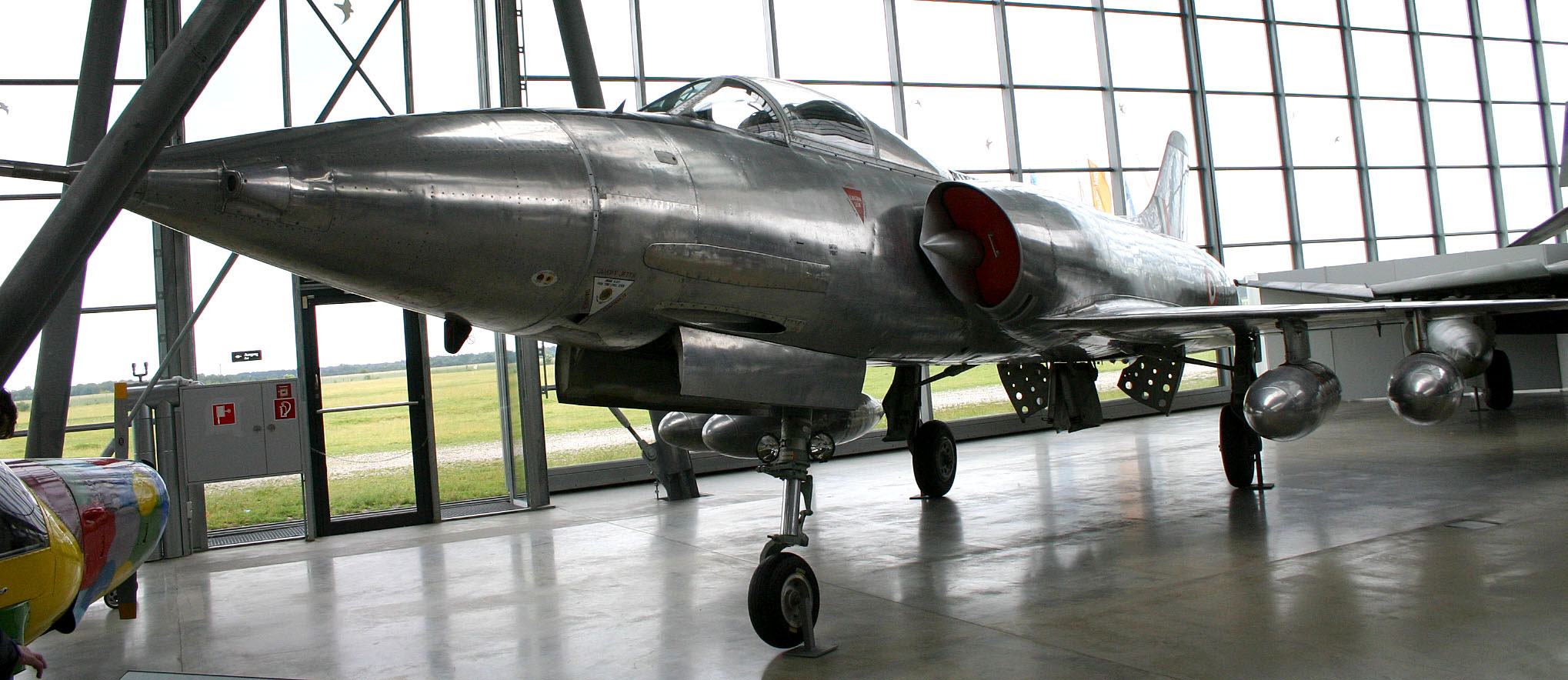
HAL HF-24 «Marut»

Наприкінці 1946 Танк під ім'ям професора Педро Матіса (ісп. Pedro Matthies) з командою фахівців через Данію, з документами, виданими офіційними особами цієї країни, виїхав до Аргентини. Розробляв на основі Focke-Wulf Ta 183 перший аргентинський реактивний винищувач I.Ae. 33 Pulqui II для уряду Хуана Перона. Перший політ здійснено 16 червня 1950 випробувачем — капітаном Гільєрмо Вайсом. Всього було побудовано 5 літаків, однак фінансова криза та катастрофа одного з них під час параду поклала кінець подальшим розробкам. Також було розроблено багатоцільовий літак «Уанкеро» та проєкт пасажирського авіалайнера «Кондор». У 1954 багато німецьких фахівців покинули Аргентину, серед них був і Танк.

### В Індії
Конструктор переїхав до Індії. Спочатку працював директором Мадраського технологічного інституту, де одним із його учнів був Абдул Калам. Пізніше уряд доручив йому розробку та побудову першого в історії цієї країни власного військового реактивного літака, винищувача-бомбардувальника HAL HF-24 «Marut» (укр. Дух Вітру). Прототип здійснив перший політ 17 червня 1961. Перший серійний екземпляр полетів у листопаді 1967. Літак застосовувався протягом 1971 у бойових діях на кордоні з Пакистаном, перебував на озброєнні ВПС Індії з 1961 по 1985. Останні літаки «Marut» були зняті з експлуатації в середині 1980-х років.
Танк здійснював загальне конструкторське супроводження й іншого проєкту винищувача — єгипетського легкого реактивного Helwan НА-300, створеного на базі літака Р-300, що проєктувався в Іспанії під керівництвом Віллі Мессершмітта.

### Останні роки
Із Індії Танк у 1968 повернувся до Німеччини для роботи консультантом у компанії «Мессершмітт-Бельков-Блюм». Прожив свої останні роки в Берліні та Мюнхені. Помер 5 червня 1983 в Мюнхені, у віці 85 років. Після кремації прах Танка, згідно з його бажанням, було розвіяно над Ріо-де-ла-Плата.

## Нагороди
- Залізний хрест 2-го і 1-го класу[11]
- Почесний хрест (Шварцбург)
- Почесний хрест ветерана війни з мечами[11]
- Почесне звання «Лідер воєнної економіки» (1939)
- Пам'ятна медаль Лілієнтальського товариства авіаційних досліджень (1940)
- Хрест Воєнних заслуг 2-го (1941) і 1-го класу з мечами[11]
- Титулярний професор (1943)
- Почесний щит гау (1944)
- Почесний доктор інженерних наук Берлінського вищого технічного училища (1945)

## Літаки Курта Танка

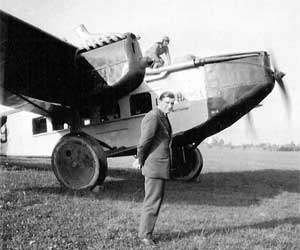
Ro VIII Roland
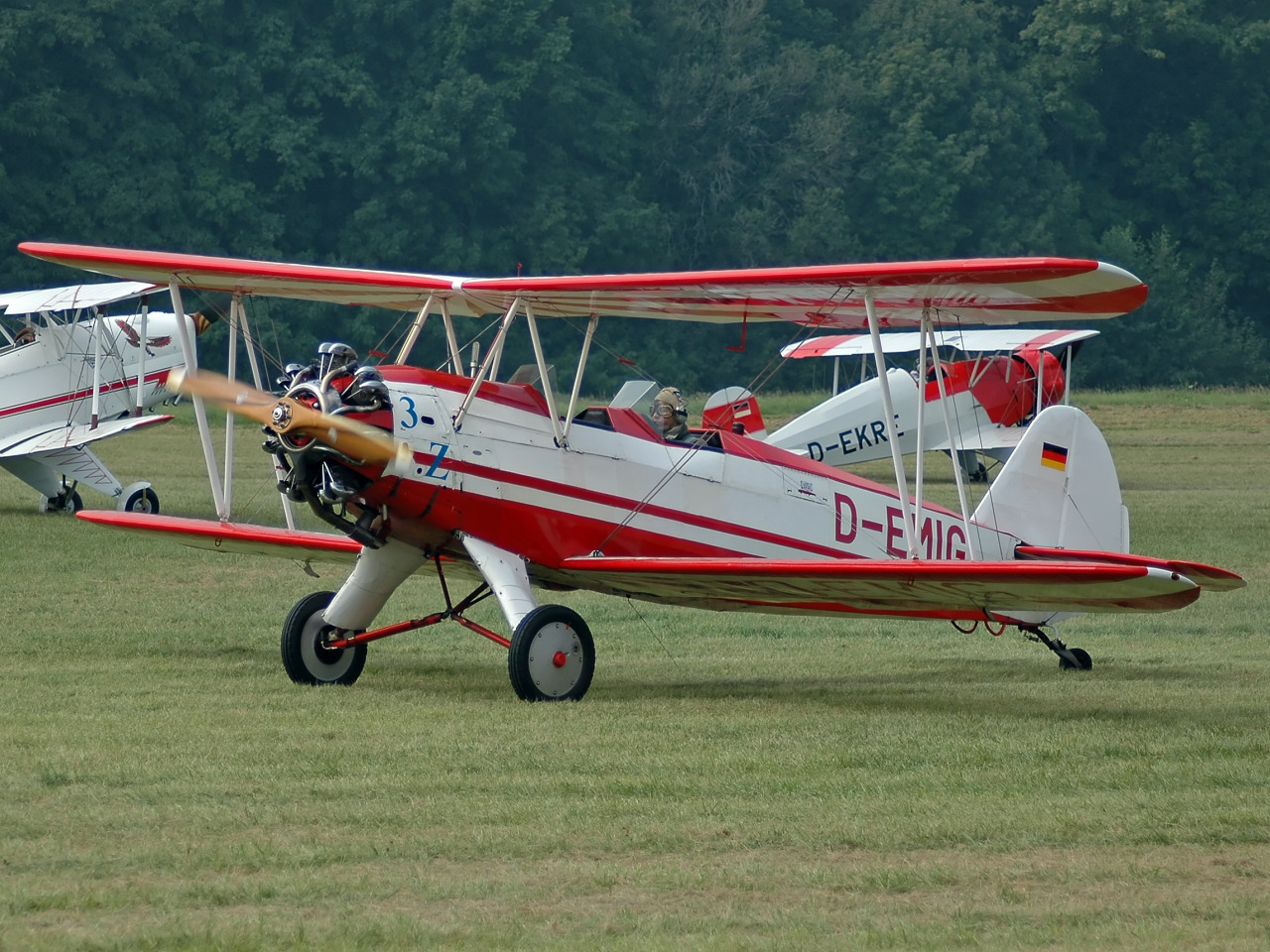
Focke-Wulf Fw 44
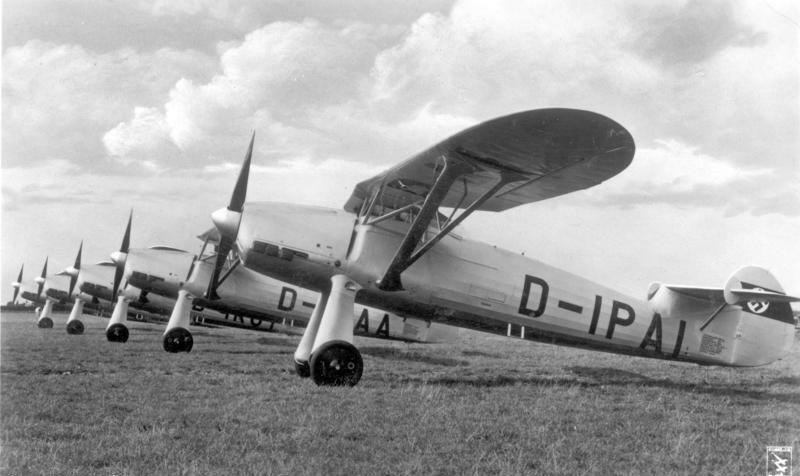
Focke-Wulf Fw 56
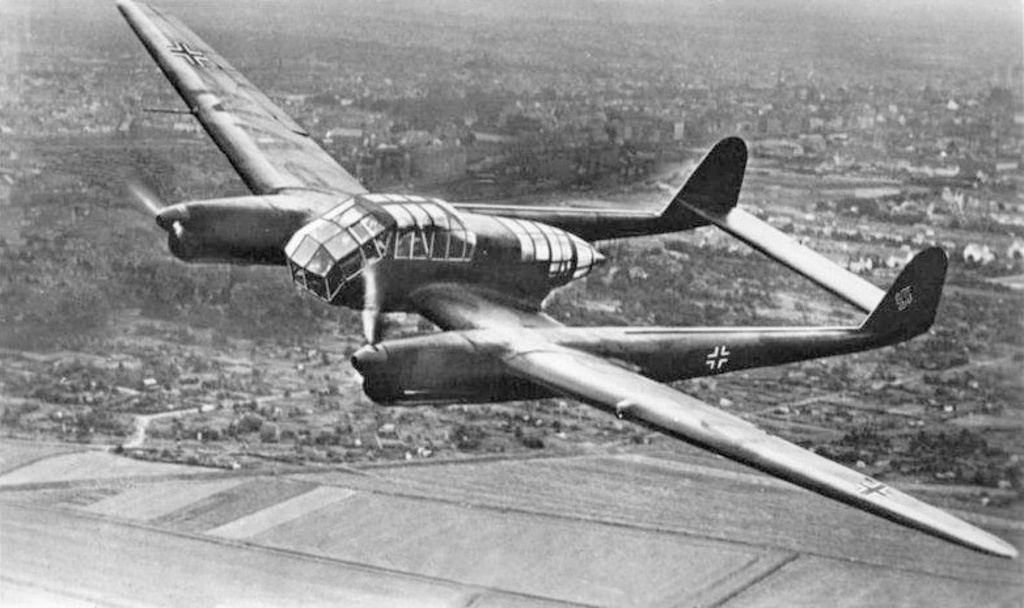
Focke-Wulf Fw 189
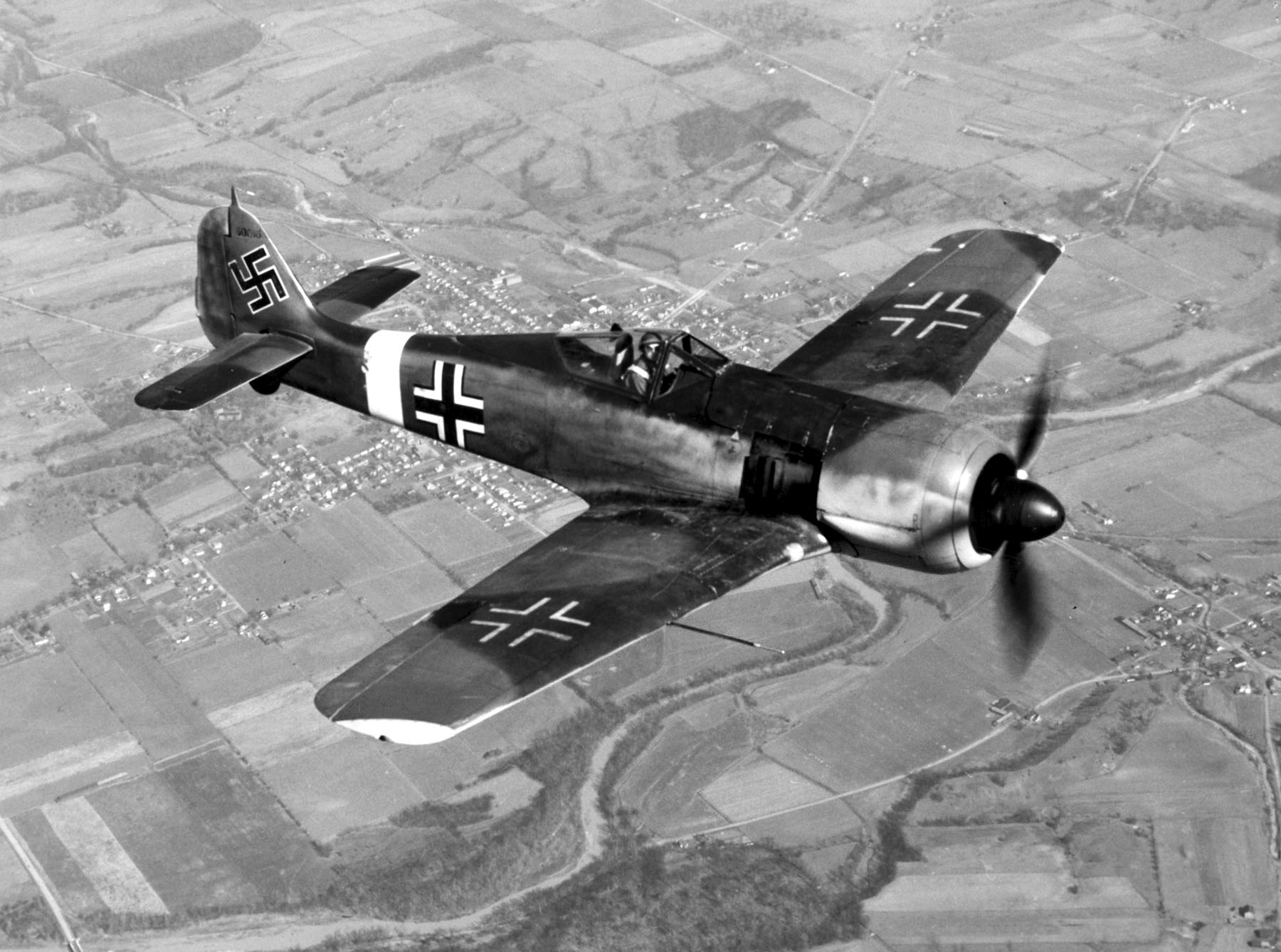
Focke-Wulf Fw 190
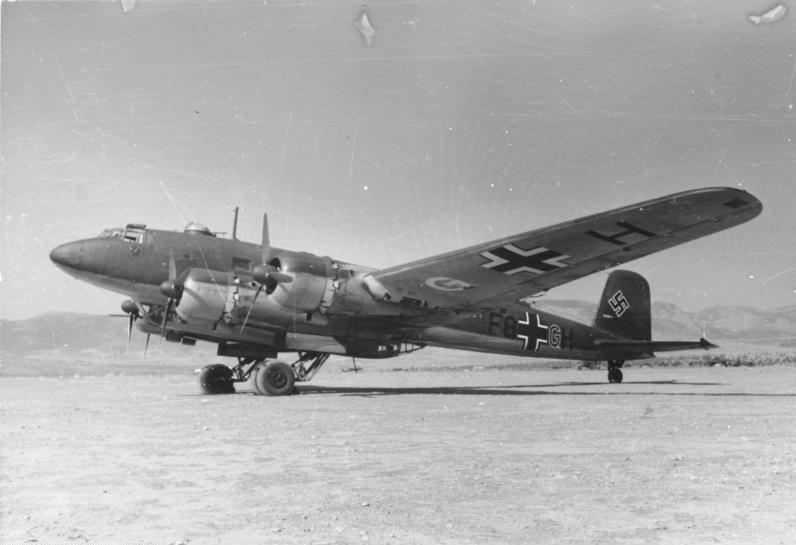
Focke-Wulf Fw 200
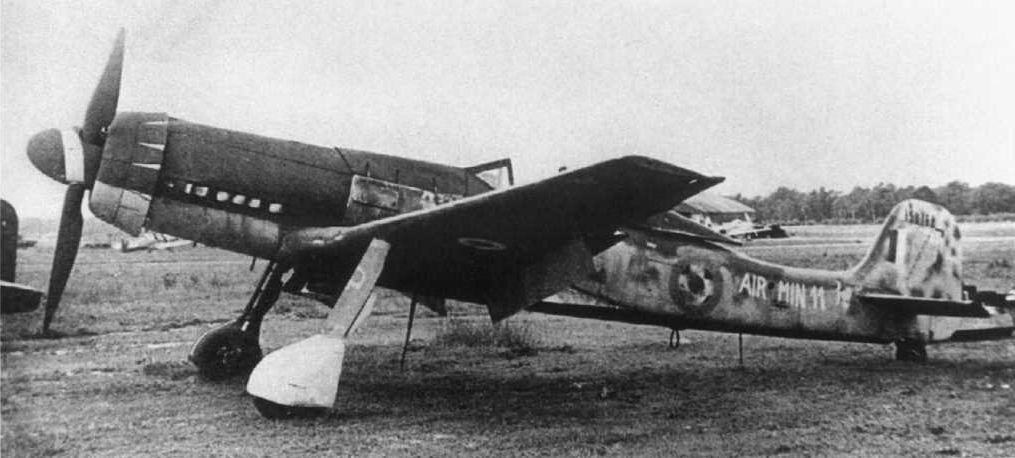
Focke-Wulf Ta 152
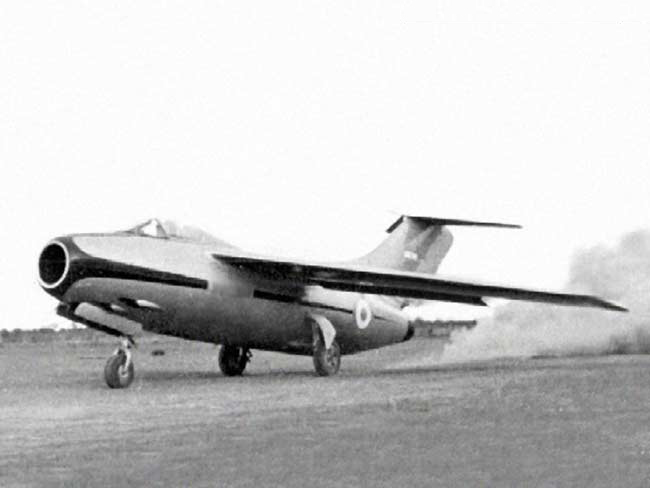
IAe 33 Pulqui II
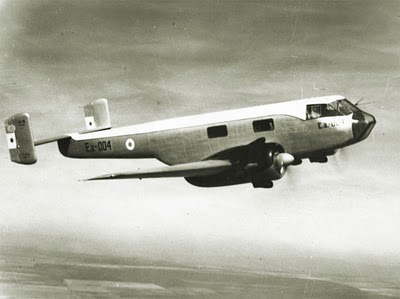
I.Ae. 35 Huanquero
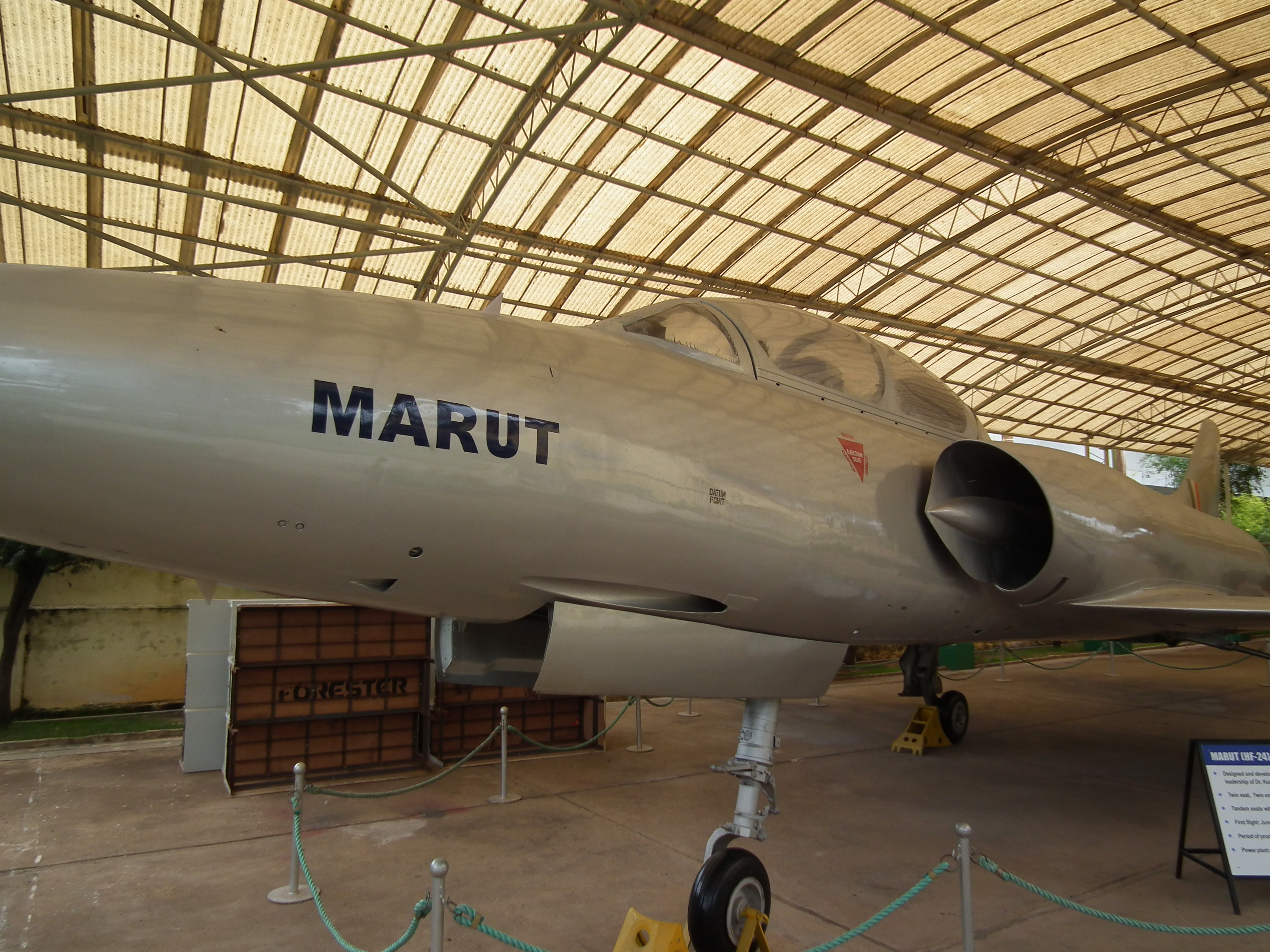
HAL HF-24 «Marut»